# Hansle Parchment
Hansle Parchment (* 17. června 1990 Saint Thomas Parish) je jamajský atlet. Věnuje se běhu na 110 metrů překážek a má osobní rekord 12,94 s.
Vystudoval psychologii na Západoindické univerzitě a v roce 2011 vyhrál Univerziádu. Na Letních olympijských hrách 2012 získal bronzovou medaili. Na mistrovství světa v atletice 2015 skončil druhý za Sergejem Šubenkovem a zúčastnil se také finále na mistrovství světa v atletice 2017, kde obsadil osmé místo. V roce 2018 získal stříbro na Hrách Commonwealthu a vyhrál mistrovství Severní Ameriky v atletice. Na Letních olympijských hrách 2020 zvítězil časem 13,04 s a porazil favorizovaného Američana Granta Hollowaye, úřadujícího mistra světa.
Na tokijské olympiádě Parchment cestou na stadion k semifinálovému běhu zabloudil a start závodu stihl jen díky dobrovolnici Tijaně Stojkovićové, která mu půjčila peníze na taxi. Po zisku zlaté medaile jí Parchment za tuto pomoc věnoval jamajský dres.